# Bahnhof Waldo
Der Bahnhof Waldo war ein Bahnhof im Fernverkehr und wurde zuletzt von Amtrak betrieben. Er befand sich in Waldo im Alachua County in Florida.

## Geschichte
Erstmaligen Eisenbahnanschluss erhielt der Ort 1859 durch die Florida Railroad zwischen Fernandina und Gainesville. 1881 wurde von der Tochtergesellschaft Peninsular Railroad ein Abzweig von Waldo nach Ocala eröffnet.
1947 wurde durch die Seaboard Air Line Railroad (SAL) der Silver Star auf der Linie von New York über Waldo nach Saint Petersburg eingeführt. 1963 wurde das gegenwärtige Bahnhofsgebäude durch die SAL erbaut. Bahnhof und Betrieb wurden 1971 von Amtrak übernommen. Von 1994 bis 1995 sowie von 1996 bis 2004 wurde der Silver Star vom Reisezug Palmetto ersetzt, anschließend wurde der Personenverkehr über Waldo eingestellt. Heute wird der Abschnitt von Jacksonville über Waldo nach Lakeland durch die Fernbusse von Amtrak Thruway Motorcoach bedient.